# Citharinidae
Famille
Citharinidae est une famille de poissons téléostéens. Ce sont des poissons d'eau douce originaire d'Afrique, et sont suffisamment abondantes pour être d’importants poissons comestibles. Cette famille regroupe de grandes espèces de poissons, mesurant jusqu'à 84 cm (33 po) de longueur et pesant jusqu'à 18 kg (40 lb). Ce sont des filtreurs, se nourrissants de toutes sortes de petits organisme rencontré dans la colonne d’eau.

## Liste des sous-familles
Selon FishBase (16 juin 2015):
- genre Citharidium Boulenger, 1902
- genre Citharinops Daget, 1962
- genre Citharinus G. Cuvier, 1817

### Note
Récemment une grande majorité des genres, aujourd'hui classé sous la famille des Distichodontidae était recensés.
- sous-famille Citharininae
  - genre Citharidium Boulenger, 1902
  - genre Citharinops Daget, 1962
  - genre Citharinus Cuvier, 1816
- sous-famille Distichodontinae
  - genre Belonophago Giltay, 1929
  - genre Congocharax Matthes, 1964
  - genre Distichodus Müller & Troschel, 1844
  - genre Dundocharax Poll, 1967
  - genre Eugnathichthys Boulenger, 1898
  - genre Hemigrammocharax Pellegrin, 1923
  - genre Hemistichodus Pellegrin, 1900
  - genre Ichthyborus Günther, 1864
  - genre Mesoborus Pellegrin, 1900
  - genre Microstomatichthyoborus Nichols & Griscom, 1917
  - genre Nannaethiops Günther, 1872
  - genre Nannocharax Günther, 1867
  - genre Neolebias Steindachner, 1894
  - genre Paradistichodus Pellegrin, 1922
  - genre Paraphago Boulenger, 1899
  - genre Phago Günther, 1865
  - genre Xenocharax Günther, 1867